# 猛隼
猛隼（学名：Falco severus）为隼科隼属的鸟类。一般生活于多树的山脚。该物种的模式产地在印度尼西亚爪哇。

## 保护
- 中国国家重点保护动物等级：二级

## 亚种
- 猛隼指名亚种（学名：Falco severus severus）。在中国大陆，分布于云南、广西、海南等地。该物种的模式产地在印度尼西亚爪哇。[2]